# Arent Krag
Arent Krag (18. april 1670 – 16. juli 1718) var en dansk-norsk officer, helbror til Mogens Krag og Dorothea Krag.
Han var søn af oberst Mogens Krag i dennes andet ægteskab med Helvig von der Kuhla, blev 1686 kadet ved Marineregimentet og 1689 fændrik, men forlod to år efter Danmark for at gå i fransk krigstjeneste ved regimentet Royal Danois. Ved hjemkomsten 1698 blev han kaptajn ved Oplandske, 1699 major ved Trondhjemske, 1703 oberstløjtnant ved Vesterlenske Regiment og 1710 oberst, hvorhos det blev overdraget ham af udtjente, nationale soldater at organisere og kommandere de såkaldte landdragoner søndenfjelds; de vare uberedne og anvendtes navnlig til besætningstropper. Krag betegnes ved denne tid af Woldemar Løvendal som en dygtig og vel instrueret officer, men med nogen tilbøjelighed til flasken. Han havde 10. januar 1702 ægtet Kirstine Elisabeth Tonsberg (født 20. august 1680), datter af den rige købmand Sti Andersen i Skien, men mistede hende allerede 19. juni 1709. Krag blev 1710 chef for Smålenske Regiment og fik, da man 1715 forberedte sig på indfald fra Sverige, befaling over en af de "Kantoner", som grænseforsvaret deltes i, først over Basmos, siden over Frederikshald og Frederiksstads. Også i disse år har Krag åbenbart nydt ikke ringe anseelse, om end hans navn ikke er knyttet til nogen større bedrift. Han døde 16. juli 1718 efter nogen tids sygeleje, vistnok i sin gård på Moss.